# Carcinopsis signata
Carcinopsis signata är en insektsart som beskrevs av Brunner von Wattenwyl 1888. Carcinopsis signata ingår i släktet Carcinopsis och familjen Anostostomatidae. Inga underarter finns listade i Catalogue of Life.